# Apriona grisescens
Apriona grisescens là một loài bọ cánh cứng trong họ Cerambycidae.